# Żerdziny (województwo śląskie)
Żerdziny (niem. Schardzin) – wieś w Polsce położona w województwie śląskim, w powiecie raciborskim, w gminie Pietrowice Wielkie. Leżą na wysokości 250 m n.p.m. (jeden z najwyższych punktów wysokościowych w gminie Pietrowice Wielkie), w odległości 4 km od Raciborza w kierunku północno-zachodnim.

## Nazwa
Inne odmiany nazwy Żerdziny spotykane w dokumentach to: Szardyna (1350), Zarzyna (1383), Scherdze, Schardyc, Zarzin, czy obecne w mowie potocznej po dziś dzień Szardziny (od Schardziny). Ustalenie nazwy wioski jest dość trudne. Możliwe jest jej pochodzenie od rdzenia żar, oznaczającego pożar, gorąco lub żar, czy stojącej blisko żarzyny ofiary całopalnej. Wtedy nazwa oznaczałaby miejsce składania ofiar lub też obszar powstały po pożarze np. lasu.
Żerdziny mogły też oznaczać, co jest bardziej prawdopodobne, osadę ogrodzoną żerdziami po wykarczowanych wokoło lasach, względnie zbudowań na żerdziach. Nazwa Szardyna i Szardziny może również wskazywać na szarość domów lub otoczenia.

## Historia
Żerdziny wspomniane zostały po raz pierwszy w dokumencie z 10 kwietnia 1350 roku, w którym to książę Mikołaj potwierdza ofiarowanie przez kanonika Gerlacha 4 łanów ziemi położonych w Szardynie (Żerdzinach) jako dotacji na ołtarz św. Małgorzaty w kaplicy zamkowej w Raciborzu. Ziemia ta obejmuje pole wykarczowane i niewykarczowane oraz ugory ze wszystkimi dochodami i prawami jak również stodołami i zagrodami należącymi do tej ziemi (im Gola vive Scherzina prope villam Paulow). Pierwsza osada powstała najpierw na skrzyżowaniu pól w odległości około 300 m. od obecnej wioski w kierunku Pietrowic Wielkich. Na początku stały tam tylko dwie chałupy. Wokół znajdował się las. Brak wody spowodował, że mieszkańcy przenieśli się i założyli osadę w obecnym miejscu. Osadnicy, którzy później rozbudowali wioskę przywędrowali z Cyprzanowa. Ludzie ci byli właścicielami północnych cyprzanowskich pól. Tam, gdzie wybudowano wiejską studnię było dużo lisich nor, a pole to było własnością kościelnego z Janowic. Później zbudowane już były 23 domy. Mieszkańcy tej małej wsi zajmowali się uprawą roli i karczowaniem lasu.
W 1880 roku w Żerdzinach naliczono 23 konie i 97 sztuk bydła. W 1881 roku 1 grudnia w Żerdzinach mieszkało już 211 ludzi, zaś w 1885 roku według spisu ludności Żerdziny posiadały 316 mieszkańców, w tym 150 mężczyzn i 166 kobiet. Mieszkańcy tworzyli 62 rodziny mieszkające w 42 domach. Jeżeli chodzi o język to 2 mieszkańców używało mowy morawskiej, 3 mieszkańców mowy niemieckiej, a 311 mieszkańców przyznawało się do mowy polskiej. Cała wioska była wyznania katolickiego. W 1885 urodził się tu werbista, Franciszek Herud, pierwszy regionał tego zakonu w Polsce.
W okresie hitlerowskiego reżimu w latach 1936-1945 miejscowość nosiła nazwę Hohenau.
W latach 1975–1998 miejscowość administracyjnie należała do województwa katowickiego.
Na początku XXI wieku Żerdziny były rozbudowującą się wioską, liczącą 400 mieszkańców. Atutami dla nowych mieszkańców była mała odległość od Raciborza oraz spokój, gdyż główne drogi omijały wioskę.

## Turystyka
Przez wieś przebiega turystyczny Szlak Husarii Polskiej.

## Literatura
- Dariusz Herud: Żerdziny - nasza wioska. Żerdziny: 2005. Brak numerów stron w książce